# Nuoto ai campionati mondiali di nuoto 2022 - Staffetta 4x100 metri misti femminile
La gara di nuoto della staffetta 4x100 metri misti femminile dei campionati mondiali di nuoto 2022 è stata disputata il 25 giugno 2022 presso la Duna Aréna di Budapest. Vi hanno preso parte 12 squadre nazionali.
La gara è stata vinta dalla squadra statunitense, formata da Regan Smith, Lilly King, Torri Huske e Claire Curzan, mentre l'argento e il bronzo sono andati rispettivamente alla squadra australiana, formata da Kaylee McKeown, Jenna Strauch, Brianna Throssell e Mollie O'Callaghan, e a quella canadese, formata da Kylie Masse, Rachel Nicol, Margaret MacNeil e Penny Oleksiak.

## Podio
| Posizione | Nazione     | Atlete |
| --------- | ----------- | --- |
| Oro       | Stati Uniti | Regan Smith Lilly King Torri Huske Claire Curzan Rhyan White* Alexandra Walsh* Natalie Hinds* Erika Brown* |
| Argento   | Australia   | Kaylee McKeown Jenna Strauch Brianna Throssell Mollie O'Callaghan Madison Wilson*                          |
| Bronzo    | Canada      | Kylie Masse Rachel Nicol Margaret MacNeil Penny Oleksiak Ingrid Wilm* Kelsey Wog* Kayla Sanchez*           |

* Indica le nuotatrici che hanno preso parte solo alle batterie

## Programma
| Data           | Ora (UTC+2) | Turno    |
| -------------- | ----------- | -------- |
| 25 giugno 2022 | 09:39       | Batterie |
| 25 giugno 2022 | 19:38       | Finale   |

## Record
Prima della competizione il record del mondo e il record dei campionati erano i seguenti:
| Record mondiale       | 3'50"40 | Stati Uniti Regan Smith (57"57) Lilly King (1'04"81) Kelsi Dahlia (56"16) Simone Manuel (51"86) | 28 luglio 2019 Gwangju, Corea del Sud |
| Record dei campionati | 3'50"40 | Stati Uniti Regan Smith (57"57) Lilly King (1'04"81) Kelsi Dahlia (56"16) Simone Manuel (51"86) | 28 luglio 2019 Gwangju, Corea del Sud |

Nel corso della competizione non sono stati migliorati.

## Risultati

### Batterie
| Pos. | Batteria | Corsia | Nazione       | Atlete | Tempo   | Note |
| ---- | -------- | ------ | ------------- | --- | ------- | ---- |
| 1    | 2        | 4      | Australia     | Kaylee McKeown (59"06) Jenna Strauch (1'07"79) Brianna Throssell (57"29) Madison Wilson (52"63)                    | 3'56"77 | Q    |
| 2    | 1        | 6      | Paesi Bassi   | Kira Toussaint (59"75) Tes Schouten (1'06"83) Maaike de Waard (57"45) Marrit Steenbergen (53"45)                   | 3'57"48 | Q    |
| 3    | 1        | 3      | Svezia        | Hanna Rosvall (1'01"05) Sophie Hansson (1'06"94) Louise Hansson (56"71) Sarah Sjöström (53"11)                     | 3'57"81 | Q    |
| 4    | 2        | 5      | Canada        | Ingrid Wilm (59"54) Kelsey Wog (1'08"26) Margaret MacNeil (57"23) Kayla Sanchez (53"35)                            | 3'58"38 | Q    |
| 5    | 2        | 6      | Italia        | Silvia Scalia (1'01"12) Arianna Castiglioni (1'06"29) Elena Di Liddo (57"79) Silvia Di Pietro (54"20)              | 3'59"40 | Q    |
| 6    | 2        | 3      | Cina          | Peng Xuwei (1'00"29) Yu Jingyao (1'07"70) Zhang Yufei (57"47) Yang Junxuan (54"09)                                 | 3'59"55 | Q    |
| 7    | 1        | 4      | Stati Uniti   | Rhyan White (1'00"12) Alexandra Walsh (1'07"60) Natalie Hinds (58"88) Erika Brown (53"46)                          | 4'00"06 | Q    |
| 8    | 2        | 2      | Francia       | Emma Terebo (1'00"77) Adèle Blanchetière (1'08"99) Marie Wattel (57"83) Charlotte Bonnet (53"86)                   | 4'01"45 | Q    |
| 9    | 2        | 1      | Israele       | Aviv Barzelay (1'01"65) Anastasia Gorbenko (1'07"02) Lea Polonsky (59"42) Daria Golovaty (55"19)                   | 4'03"28 |      |
| 10   | 1        | 2      | Brasile       | Stephanie Balduccini (1'03"43) Jhennifer Conceição (1'07"30) Giovanna Diamante (58"37) Ana Carolina Vieira (55"49) | 4'04"59 |      |
| 11   | 2        | 7      | Corea del Sud | Lee Eun-ji (1'00"79) Moon Su-a (1'09"56) Jeong So-eun (59"49) Hur Yeon-kyung (55"45)                               | 4'05"29 |      |
| -    | 1        | 1      | Thailandia    | - | -       | dns  |
| -    | 1        | 7      | Grecia        | - | -       | dns  |
| -    | 1        | 5      | Gran Bretagna | Medi Harris (1'00"37) Molly Renshaw Laura Stephens Lucy Hope                                                       | -       | dq   |

### Finale
| Pos.    | Corsia | Nazione     | Atlete                                                                                                   | Tempo   | Note |
| ------- | ------ | ----------- | --- | ------- | ---- |
| Oro     | 1      | Stati Uniti | Regan Smith (58"40) Lilly King (1'05"89) Torri Huske (56"67) Claire Curzan (52"82)                       | 3'53"78 |      |
| Argento | 4      | Australia   | Kaylee McKeown (58"77) Jenna Strauch (1'05"99) Brianna Throssell (57"19) Mollie O'Callaghan (52"30)      | 3'54"25 |      |
| Bronzo  | 6      | Canada      | Kylie Masse (58"39) Rachel Nicol (1'07"17) Margaret MacNeil (56"80) Penny Oleksiak (52"65)               | 3'55"01 |      |
| 4       | 3      | Svezia      | Hanna Rosvall (1'00"72) Sophie Hansson (1'06"20) Louise Hansson (56"38) Sarah Sjöström (52"66)           | 3'55"96 |      |
| 5       | 5      | Paesi Bassi | Kira Toussaint (59"80) Tes Schouten (1'06"60) Maaike de Waard (57"39) Marrit Steenbergen (53"45)         | 3'57"24 |      |
| 6       | 7      | Cina        | Peng Xuwei (59"96) Tang Qianting (1'06"62) Zhang Yufei (57"64) Yang Junxuan (53"51)                      | 3'57"73 |      |
| 7       | 2      | Italia      | Margherita Panziera (1'00"35) Benedetta Pilato (1'07"00) Elena Di Liddo (57"45) Silvia Di Pietro (54"06) | 3'58"86 |      |
| 8       | 8      | Francia     | Emma Terebo (1'00"58) Adèle Blanchetière (1'08"34) Marie Wattel (57"79) Charlotte Bonnet (53"23)         | 3'59"94 |      |